# Jan Lála
Jan Lála (Libická Lhotka, 10 de setembro de 1938) é um ex-futebolista checo, que atuava como defensor.

## Carreira
Jan Lála fez parte do elenco da Seleção Tchecoslovaca que disputou a Copa do Mundo de 1962.

## Ligações Externas
- Perfil (em inglês)